# New Zealand National League 2022
La New Zealand National League 2022 fue la 2.ª edición de la New Zealand National League. Inició el 30 de septiembre y terminó el 4 de diciembre.

## Equipos
Los participantes se clasificaron a través de la ligas regionales. La temporada 2021 excluyeron al Auckland City, Auckland United, Birkenhead United y al Eastern Suburbs del torneo por casos de covid-19 en Auckland. En caso de que los cuatro lograran clasificar a la National League se consideraron debutantes.
- En cursiva los equipos debutantes.

| Eliminatorias   | Eliminatorias          | Eliminatorias   |
| --------------- | ---------------------- | --------------- |
| Northern League | Central Premier League | Southern League |

| Equipos participantes | Equipos participantes       | Equipos participantes |
| --------------------- | --------------------------- | --------------------- |
| Auckland City         | Auckland United FC          |                       |
| Birkenhead United     | Cashmere Technical          |                       |
| Christchurch United   | Melville United             |                       |
| Miramar Rangers       | Napier City Rovers          |                       |
| Wellington Olympic    | Wellington Phoenix Reserves |                       |

## Fase regular

### Clasificación
| Pos. | Equipo                      | Pts. | PJ | G | E | P | GF | GC | Dif. | Clasificación                            |
| ---- | --------------------------- | ---- | -- | - | - | - | -- | -- | ---- | ---------------------------------------- |
| 1    | Auckland City (C)           | 22   | 9  | 7 | 1 | 1 | 20 | 9  | +11  | Final y Liga de Campeones de la OFC 2023 |
| 2    | Wellington Olympic          | 22   | 9  | 7 | 1 | 1 | 30 | 8  | +22  | Final y Liga de Campeones de la OFC 2023 |
| 3    | Auckland United             | 17   | 9  | 5 | 2 | 2 | 14 | 13 | +1   |                                          |
| 4    | Birkenhead United           | 14   | 9  | 4 | 2 | 3 | 19 | 17 | +2   |                                          |
| 5    | Melville United             | 13   | 9  | 4 | 1 | 4 | 16 | 18 | −2   |                                          |
| 6    | Wellington Phoenix Reserves | 12   | 9  | 3 | 3 | 3 | 16 | 14 | +2   |                                          |
| 7    | Cashmere Technical          | 9    | 9  | 3 | 0 | 6 | 17 | 22 | −5   |                                          |
| 8    | Christchurch United         | 8    | 9  | 2 | 2 | 5 | 16 | 24 | −8   |                                          |
| 9    | Napier City Rovers          | 6    | 9  | 1 | 3 | 5 | 14 | 23 | −9   |                                          |
| 10   | Miramar Rangers             | 4    | 9  | 1 | 1 | 7 | 11 | 25 | −14  |                                          |

 Fuente: New Zealand Football
Notas:
1. 1 2  Puntos en partidos directos: Auckland City 3, Wellington Olympic 0.

### Resultados
| Local \ Visitante           | ACY | ACU | BIR | CAS | CHR | MEL | MIR | NCR | WOL | WPH |
| --------------------------- | --- | --- | --- | --- | --- | --- | --- | --- | --- | --- |
| Auckland City               | —   | —   | —   | 2–0 | —   | 2–0 | 2–1 | 3–0 | —   | 2–0 |
| Auckland United             | 3–2 | —   | —   | 2–1 | 1–1 | 1–0 | —   | 3–2 | —   | —   |
| Birkenhead United           | 2–2 | 2–0 | —   | 5–3 | 3–1 | —   | —   | —   | —   | —   |
| Cashmere Technical          | —   | —   | —   | —   | —   | —   | 4–0 | 4–2 | 0–3 | 1–3 |
| Christchurch United         | 2–3 | —   | —   | 4–1 | —   | 2–5 | —   | 1–1 | —   | 1–3 |
| Melville United             | —   | —   | 2–0 | 1–3 | —   | —   | —   | 4–3 | 0–4 | —   |
| Miramar Rangers             | —   | 0–1 | 2–4 | —   | 0–3 | 2–3 | —   | —   | 1–4 | —   |
| Napier City Rovers          | —   | —   | 1–1 | —   | —   | —   | 2–2 | —   | 2–5 | 1–0 |
| Wellington Olympic          | 1–2 | 3–1 | 2–0 | —   | 7–1 | —   | —   | —   | —   | —   |
| Wellington Phoenix Reserves | —   | 2–2 | 4–2 | —   | —   | 1–1 | 2–3 | —   | 1–1 | —   |

## Final
La Final fue a partido único, en caso de un empate se jugarían tiempos extra; si persistía el empate se definiría en tanda de penales.
| 4 de diciembre | Auckland City                              | 3 – 2   | Wellington Olympic                           | Mount Smart Stadium, Auckland |                             |
| 14:00 (UTC+13) | - Gillion 33' - Garriga 40' - Kilkolly 88' | Reporte | - Davenport Petersen 77' - Mata 90+1' (pen.) | Árbitro(s): Calvin-kei Berg   | Árbitro(s): Calvin-kei Berg |

|                                   |
| Bandera de Nueva Zelanda          |
| Campeón Auckland City 1.er título |